# Hypagyrtis unipunctaria
Hypagyrtis unipunctaria là một loài bướm đêm trong họ Geometridae.